# Jeppe Kjær Jensen
 Der er flere personer med dette navn, se Jeppe Kjær.
Jeppe Kjær (født 1. marts 2004) er en dansk fodboldspiller, der spiller for Mjällby AIF og har rekorden som den yngste Superliga-spiller nogensinde med en debutalder på 16 år og 0 dage.

## Klubkarriere

### AC Horsens
Jeppe Kjær spillede som dreng i den lokale fodboldklub Hatting/Torsted IF, der er en af AC Horsens samarbejdsklubber. Herfra kom han til AC Horsens som U13-spiller og gik sideløbende på klubbens fodboldakademi. Kjær blev i 2020 indlemmet i superligatruppen og debuterede for AC Horsens på sin 16 års fødselsdag. Han blev 8. juli 2020 den yngste målscorer i Superligaens historie i en alder af 16 år og 129 dage. Rekorden er dog senere slået af FCK's Roony Bardghji, der var 16 år og 13 dage, da han scorede sit første superligamål.